# آرثر كوك (نقابي)
آرثر كوك (بالإنجليزية: Arthur Cook)‏ هو نقابي نيوزيلندي، ولد في 30 نوفمبر 1885، وتوفي في 4 مارس 1943.